# غيل بيترو
غيل بيترو (بالإنجليزية: Gail Simone)‏ هي كاتبة سيناريو أمريكية، ولدت في 29 يوليو 1974 في أوريغون في الولايات المتحدة.

## وصلات خارجية
- غيل بيترو على موقع IMDb (الإنجليزية)
- غيل بيترو على موقع قاعدة بيانات الفيلم (الإنجليزية)